# Jaroslav Koma
Jaroslav Koma (* 19. ledna 1985, Prešov) je slovenský hokejový obránce. Svou extraligovou kariéru začal v HC Moelleru Pardubice. Nyní působí v Olomouci.

## Hráčská kariéra
- 2003/2004 HK Dragon Prešov (SVK 1. liga) a (E-jun)
- 2004/2005 HK Dragon Prešov (SVK 1. liga) a (E-jun)
- 2005/2006 HC Havířov Panthers (E-jun)
- 2006/2007 HC Moeller Pardubice (E)

HC VČE Hradec Králové
- 2007/2008 HC Moeller Pardubice (E)

HC Litvínov (E) - hostování
- 2008/2009 HC Kometa Brno (1. liga)
- 2009/2010 HC Kometa Brno (E)

HC Olomouc (1. liga) - hostování
- 2010-2011 HC Olomouc (1. liga), HC Kometa Brno
- 2011-2012 HC Kometa Brno (E)
- Celkem v Extralize: 111 zápasů (ke konci sezony 2009/2010).[1]